# Coit Tower
La Torre Coit è una architettura turrita che si trova nella città americana di San Francisco (California). Fu costruita tra 1933 e 1938 a Pioneer Park sulla cima Telegraph Hill con un lascito di Lillie Hitchcock Coit.
Contrariamente all'opinione comune la torre non fu progettata con l'intento di ricordare una lancia antincendio. Questa convinzione resiste in parte per l'affinità di Lillie Hitchcock Coit ai pompieri di San Francisco dell'epoca, in particolare con la Knickerbocker Engine Company Number 5. Benché gli architetti abbiano dichiarato di non avere in mente alcun progetto precedente, all'epoca in Europa nacquero centrali elettriche dagli intenti estetici che potrebbero essere viste come prototipi (ad esempio la Battersea Power Station).
La torre in stile Art déco, alta 64 metri in cemento armato non dipinto, fu progettata dagli architetti Arthur Brown, Jr. e Henry Howard con le pitture murali di 26 diversi artisti e numerosi assistenti.

## Storia
La Coit Tower è un monumento ai vigili del fuoco di San Francisco. Finanziata da Lillie Hitchcock Coit, una ricca signora che amava partecipare agli spegnimenti degli incendi dei primi anni della città, la torre venne completata in cinque anni. Prima del dicembre del 1866 non era presente una vera e propria stazione di pompieri e gli incendi, che scoppiavano regolarmente a causa degli edifici costruiti in legno, venivano spenti da diverse compagnie di pompieri volontari.
Lillie Coit era una dei più eccentrici personaggi nella storia di North Beach e Telegraph Hill; fumava il sigaro e indossava i pantaloni molto tempo prima che queste fossero attività socialmente accettabili per le donne del tempo. Giocatrice d'azzardo, spesso travestita da uomo per poter accedere ai tanti casinò di North Beach per soli uomini, si dice che si fosse rasata la testa per poter meglio sistemarsi la parrucca.
Grazie al patrimonio di Lillie il monumento venne finanziato, secondo le sue volontà, quattro anni dopo la sua morte avvenuta nel 1929. Aveva un rapporto speciale con i pompieri della città. A quindici anni vide i volontari della Knickerbocker Engine Co. No. 5 impegnati in una chiamata per un incendio su Telegraph Hill in difficoltà a causa della mancanza di personale. Gettò a terra i libri di scuola e si lanciò ad aiutarli, richiamando anche i passanti per agevolare la salita del carro antincendio su per la collina. Dopo questo accadimento, Lillie divenne la mascotte della Engine Co. e i suoi genitori riuscivano a malapena a impedirle di entrare in azione al suono di ogni campana antincendio. Nonostante ciò partecipò a diverse uscite della Knickerbocker Engine Co. 5, specialmente in occasione di parate e celebrazioni alle quali partecipava la Engine Co.. Lillie venne quindi riconosciuta, dalla giovinezza alla maturità, come un pompiere onorario.
Nel testamento aveva disposto che un terzo del patrimonio "venisse speso in un modo opportuno per abbellire la città che ho sempre amato".
Due monumenti sono stati costruiti alla sua memoria. Uno è la Coit Tower e l'altro è una scultura di tre pompieri che portano a braccia una donna. Lillie è oggi la patrona dei vigili del fuoco di San Francisco.

## Pitture murali
I murali della Coit Tower sono stati eseguiti sotto gli auspici della Public Works of Art Project, il primo programma federale di occupazione degli artisti finanziato durante il New Deal. Ralph Stackpole and Bernard Zakheim si proposero con successo alla commissione nel 1933 e supervisionarono i muralisti, in gran parte universitari e studenti della California School of Fine Arts (CSFA), come Maxine Albro, Victor Arnautoff, Ray Bertrand, Rinaldo Cuneo, Mallette Harold Dean, Clifford Wight, Edith Hamlin, George Harris, Robert B. Howard, Otis Oldfield, Suzanne Scheuer, Hebe Daum and Frede Vidar.
Dopo la distruzione del murale di Diego Rivera, Man at the Crossroads, da parte dei patrocinatori del Rockefeller Center a causa di un ritratto di Lenin dipinto nel murale, gli artisti della Coit Tower protestarono con picchetti attorno alla torre. La solidarietà per Rivera portò alcuni artisti ad incorporare nei loro lavori idee di sinistra. The library di Bernard Zakheim illustra il suo collega artista John Langley Howard accartocciare un giornale nella sua sinistra appena raggiunge, con la destra, una copia sullo scaffale de "Il Capitale" di Karl Marx e Stackpole viene dipinto mentre legge un titolo di giornale che annuncia la distruzione del murale di Rivera; City Life di Victor Arnautoff include i periodici The New Masses e The Daily Worker nell'espositore di giornali dipinto nella scena; Il murale di John Langley Howard illustra una "Marcia del Lavoro" etnicamente varia mostrando una famiglia indigente cercare oro mentre una famiglia ricca osserva; Industries of California di Stackpole venne disegnato sulla stessa linea, riprendendo uno studio originario del distrutto Man at the Crossroads.
Due murali sono panorami della baia di San Francisco. Molti murali sono eseguiti usando la tecnica dell'affresco; le eccezioni sono un murale in tempera all'uovo (al piano superiore, nell'ultima stanza decorata) e i lavori nell'androne dell'ascensore che sono olio su tela. Mentre la maggior parte dei murale sono stati restaurati, una piccola parte è stata protetta da uno strato di resina epossidica.
La maggior parte dei murali sono aperti gratuitamente al pubblico durante le ore di apertura, anche se sono in corso trattative da parte del Recreation and Parks Department of San Francisco per mettere a pagamento l'ingresso al murale della rotonda. I murali della scala a chiocciola, normalmente chiusa al pubblico, sono aperti al pubblico il sabato mattina alle 11:00 con un tour gratuito delle guide della città di San Francisco.

## Panorama
La torre, sulla cima di Telegraph Hill nel Pioneer Park di San Francisco, offre la possibilità di godere di suggestive viste sulla città, con il Golden Gate Bridge, il San Francisco Maritime National Historical Park ("Aquatic Park"), Alcatraz, Pier 39, Angel Island, Treasure Island, il Bay Bridge, Russian Hill, il Financial District, Lombard Street e Nob Hill.

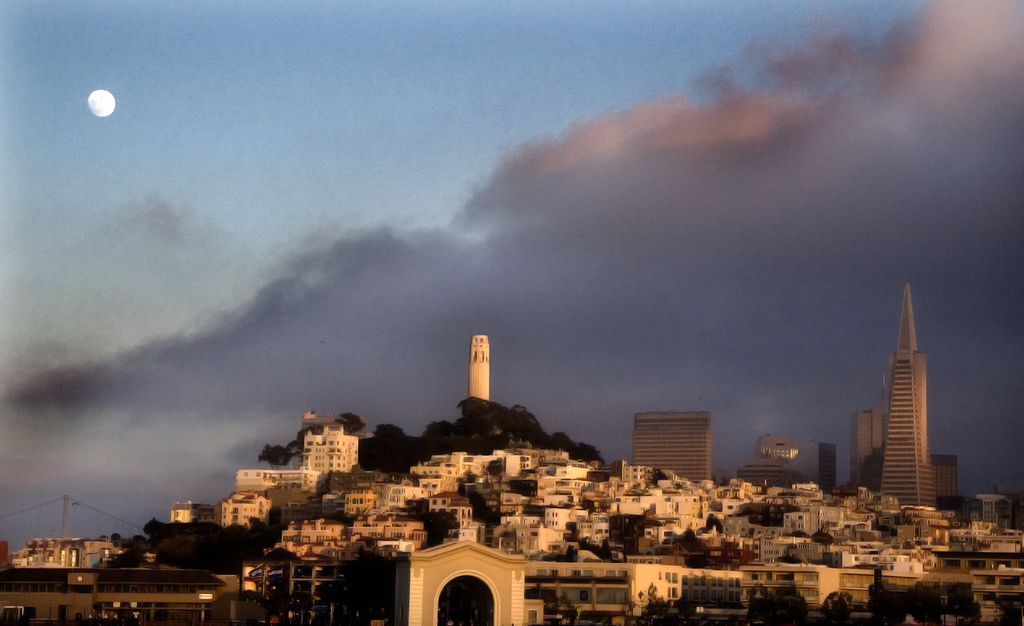
Veduta di Telegraph Hill da una barca nella Baia di San Francisco

## Media
- Nella trilogia Nine Lives Of Chloe King di Celia Thomson, la protagonista Chloe King perde una delle sue nove vite cadendo dalla Coit Tower.
- Nei libri Signal to Noise e A Signal Shattered di Eric Nylund, la torre viene salvate da diversi disastri e diventa una metafora per la determinazione a sopravvivere del protagonista.
- Nel libro Sulla strada dell'autore beat Jack Kerouac, la Coit Tower è uno dei simboli di San Francisco: "That was Frisco; and beautiful women standing in white doorways, waiting for their men; Coit Tower and the Embarcadero Delphi, and Market Street, and the eleven teeming hills."
- Un altro scrittore beat, il poeta Lawrence Ferlinghetti, parla della "Coit's Tower" nella poesia "Dog".
- Nel film del 1998 Il dottor Dolittle, Eddie Murphy cerca di dissuadere una tigre con intenti suicidi da saltare giù dalla torre.
- Nel film della saga dell'ispettore Callaghan Cielo di piombo, ispettore Callaghan, Kate Moore chiama la torre "coitus interruptus", dicendo che sembra "vagamente fallica".
- In A Dirty Job di Christopher Moore, si fa riferimento all'aspetto fallico della torre e alle sue origini.
- Nel film La donna che visse due volte la Coit Tower fa da sfondo a molte scene; il regista Alfred Hitchcock disse che la usava come simbolo fallico.[6] La torre è anche esplicitamente menzionata in un dialogo come un monumento riconoscibile: "That's the first time I've been grateful for Coit Tower."[7]
- Nella serie I segreti di Nicholas Flamel, l'immortale, dello scrittore irlandese Michael Scott, nella Coit Tower si trova la sede della Enoch Enterprise, la società del dottor Dee.

## Galleria d'immagini

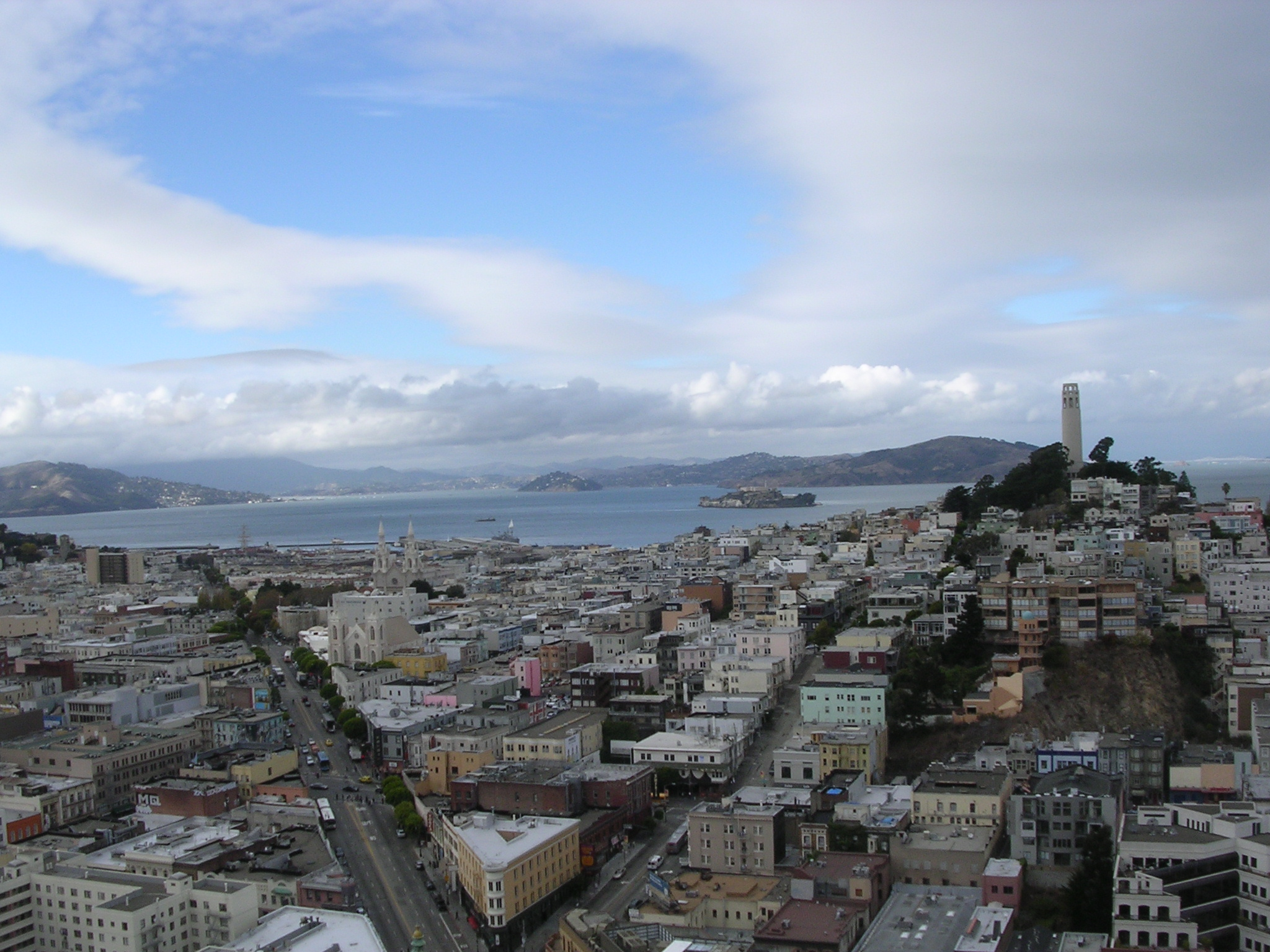
Veduta dal centro della città della Coit Tower, Alcatraz, e di Marin County.
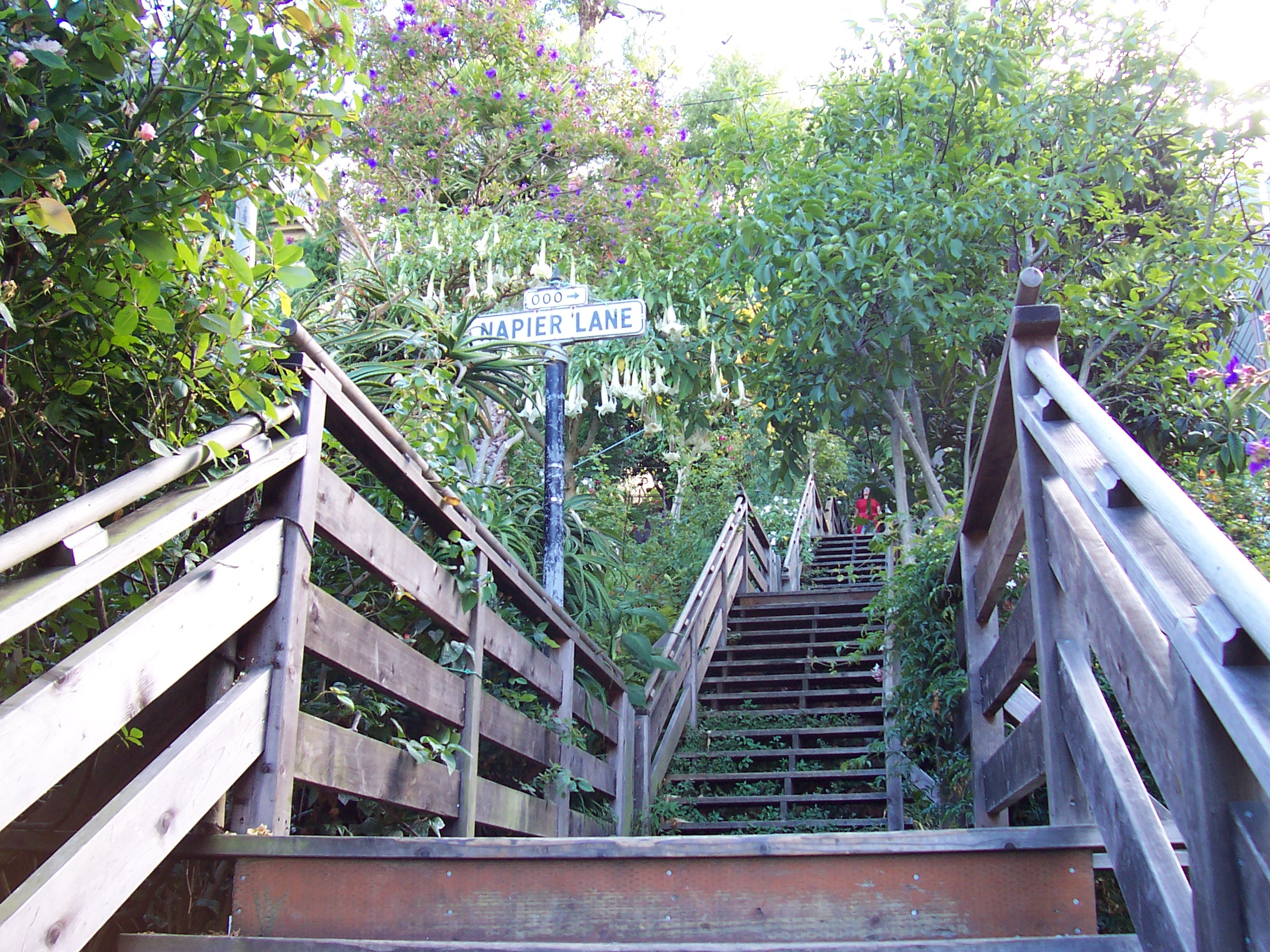
L'incrocio di Filbert Street con Napier Lane sulla Telegraph Hill.
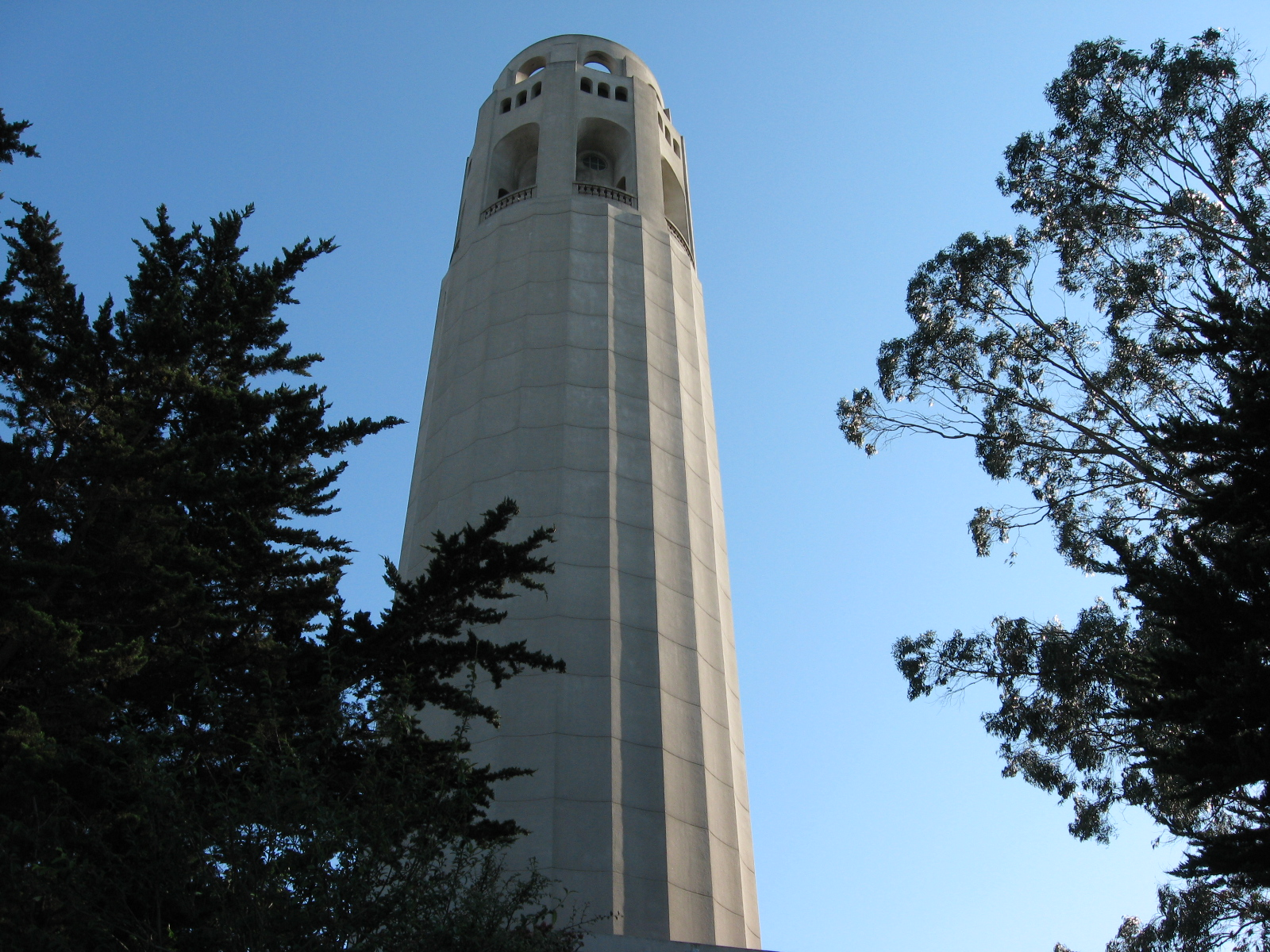
Foto della Coit Tower vista dal parcheggio.
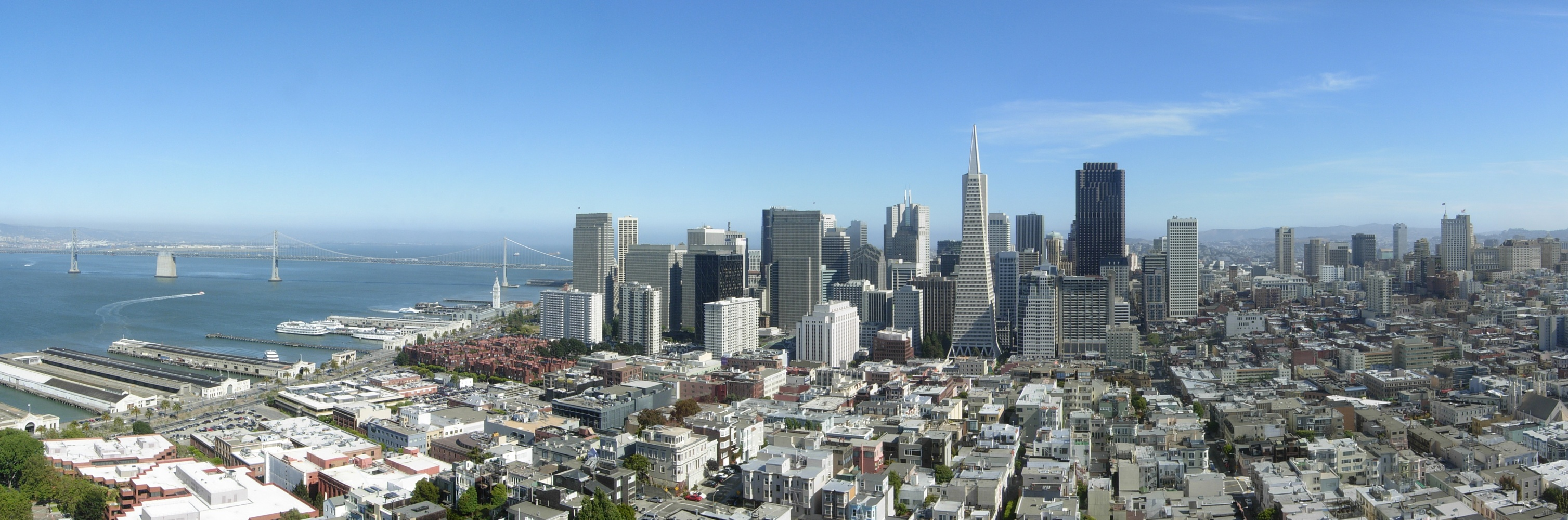
Panorama del centro di San Francisco e del Bay Bridge visto dalla Coit Tower.
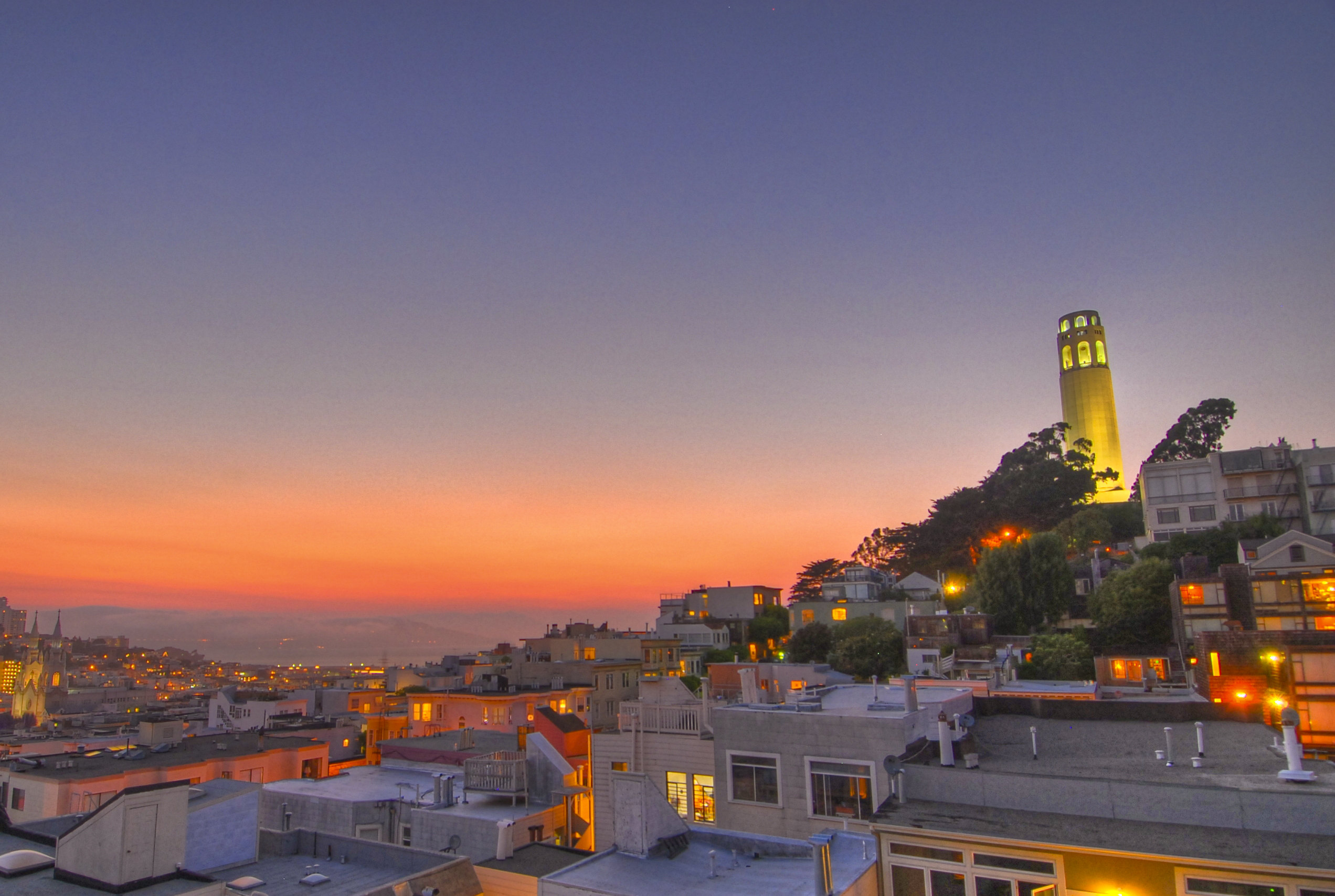
La Coit Tower al tramonto.
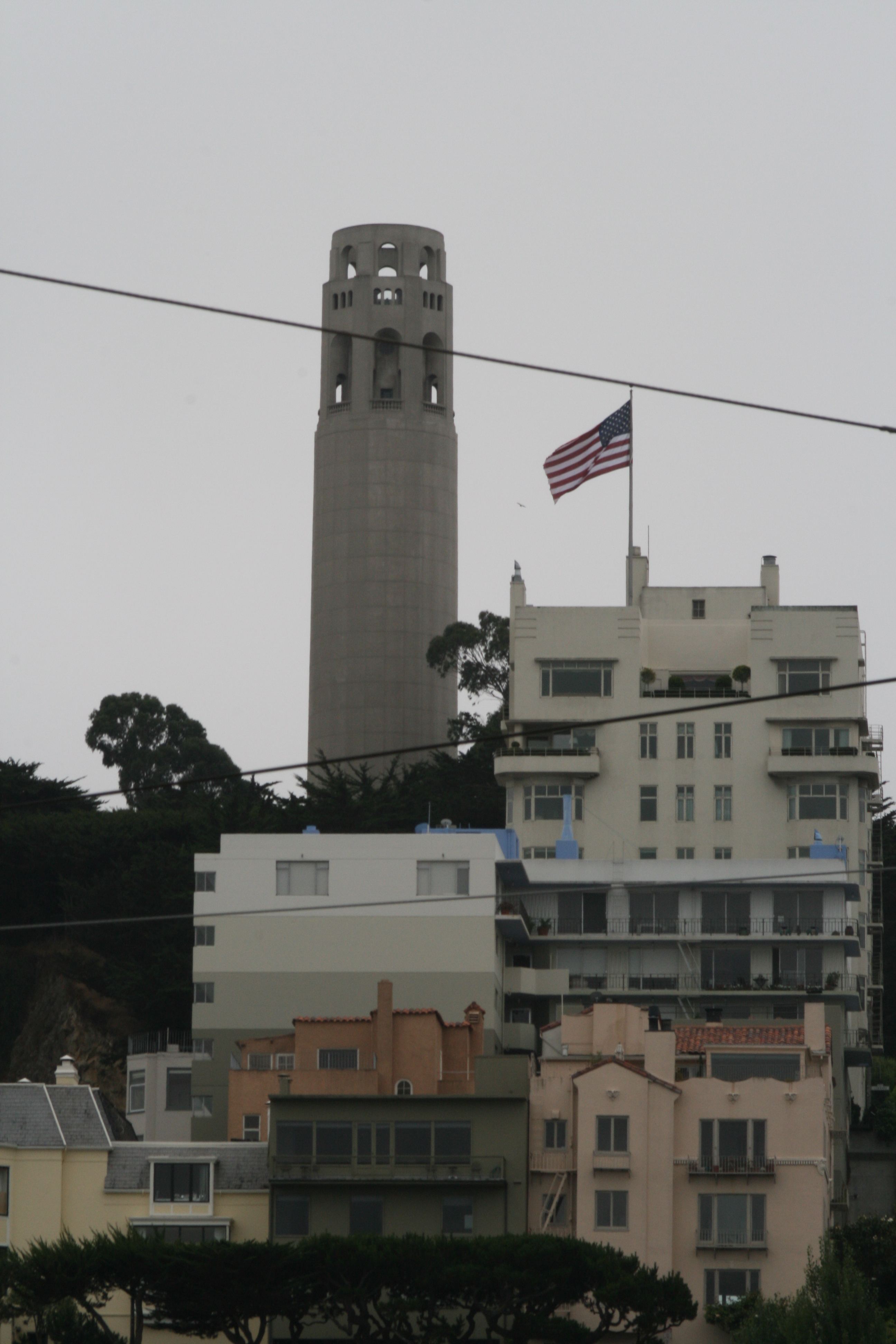
Coit Tower vista da una strada sottostante.
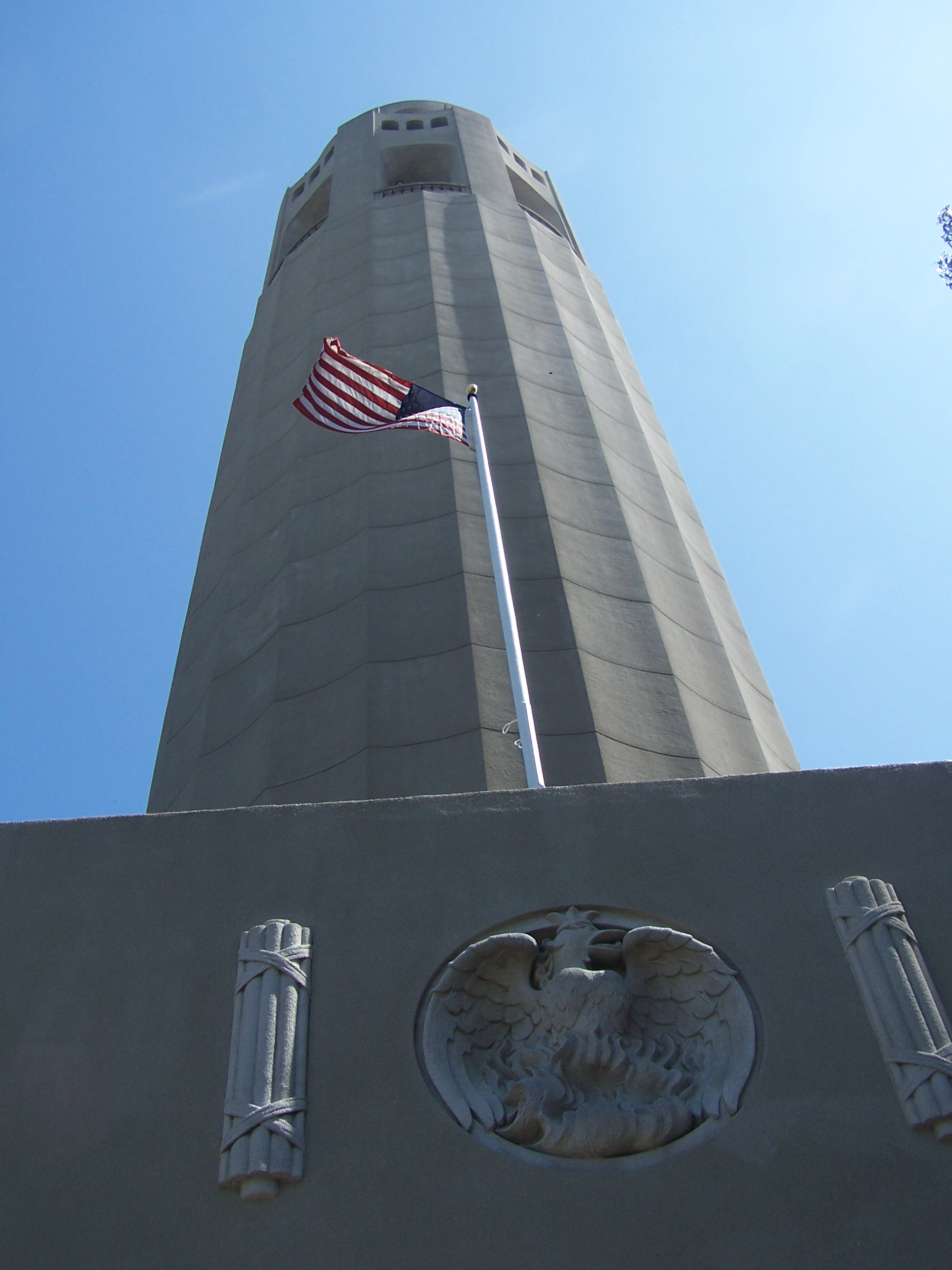
Ai piedi della Coit Tower.

### I murali

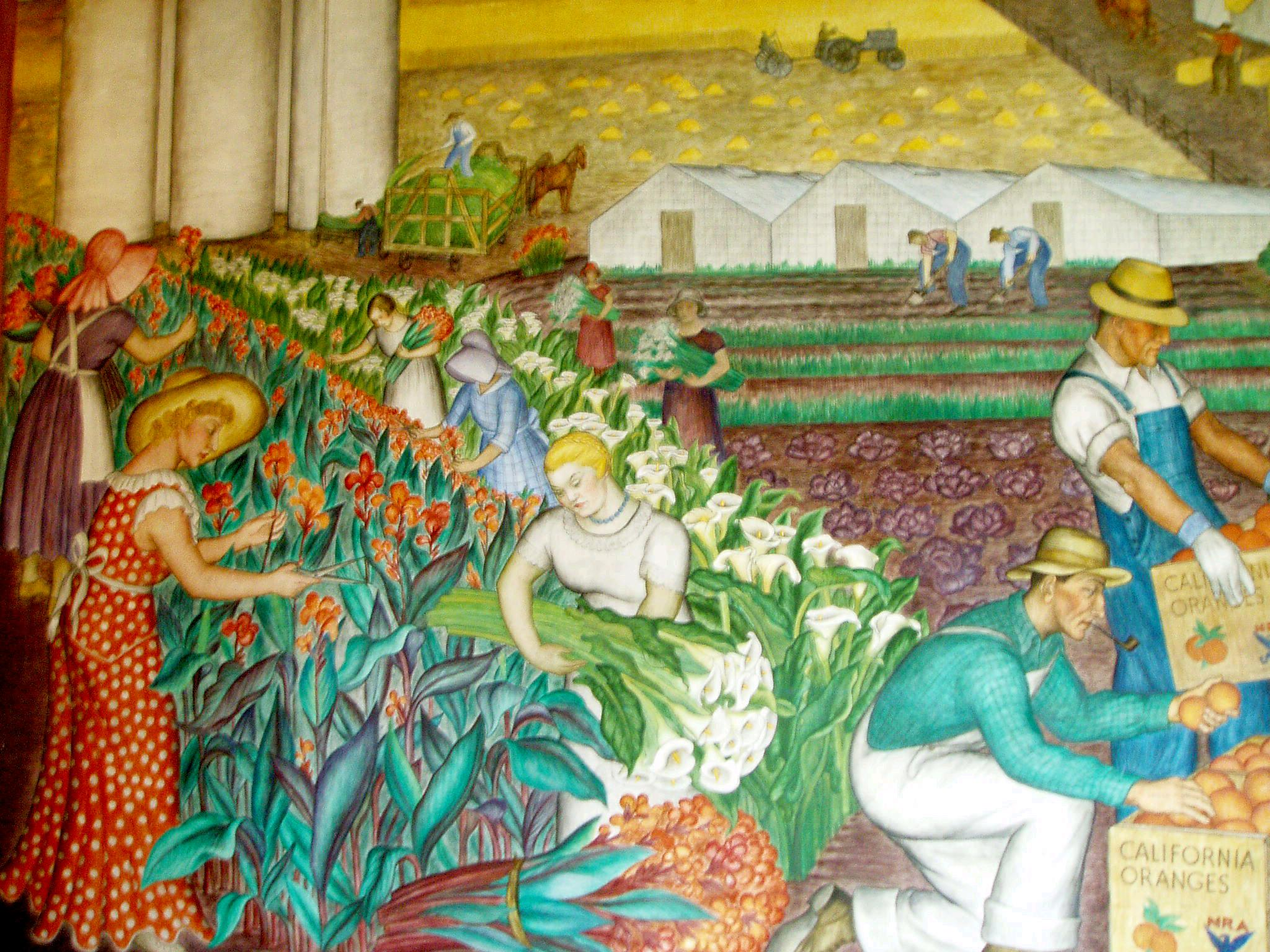
il Lavoro (sia in città che nei campi) è un tema ricorrente nei murali.
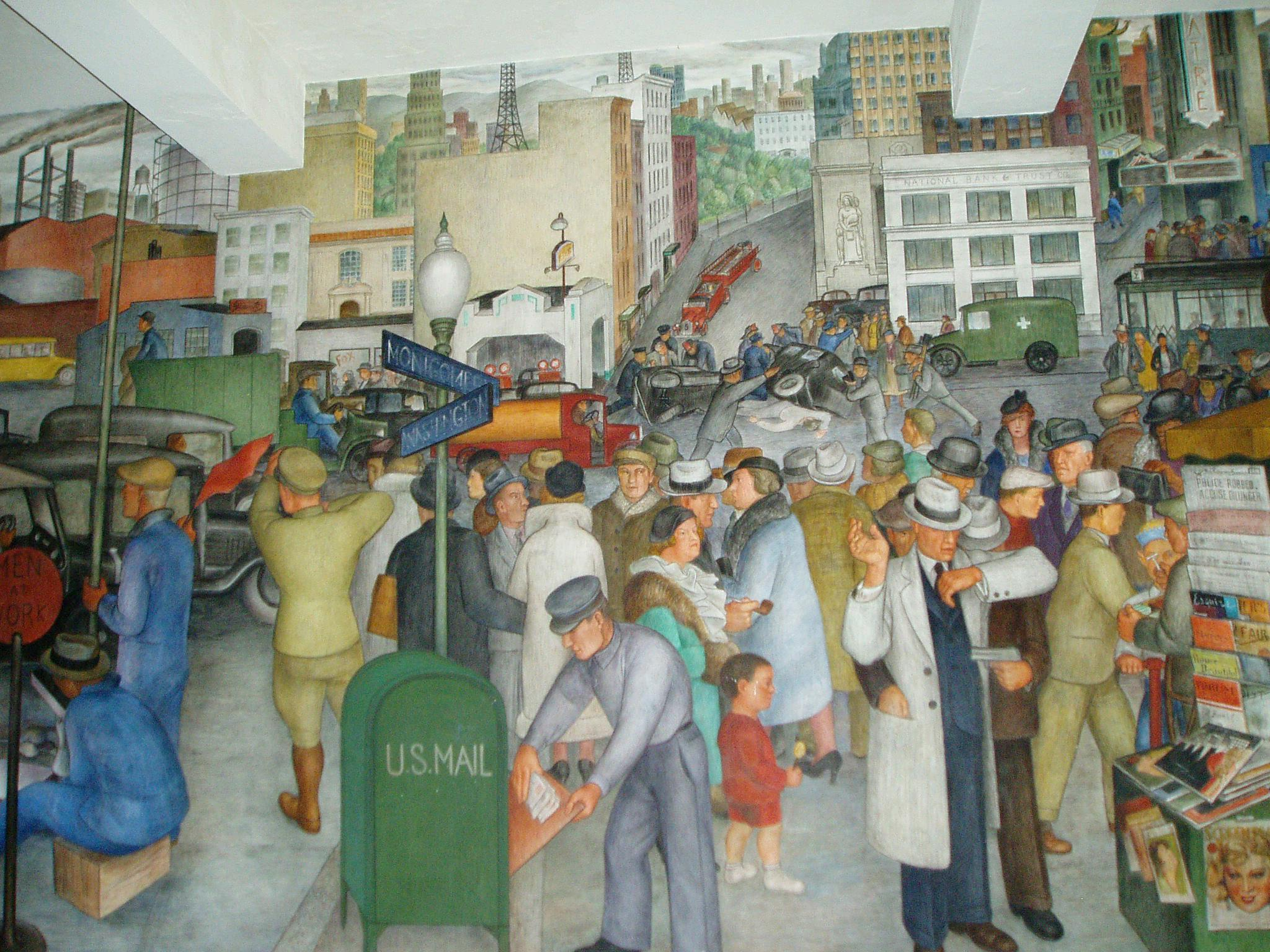
Notare la rapina in basso a destra e l'incidente stradale al centro.
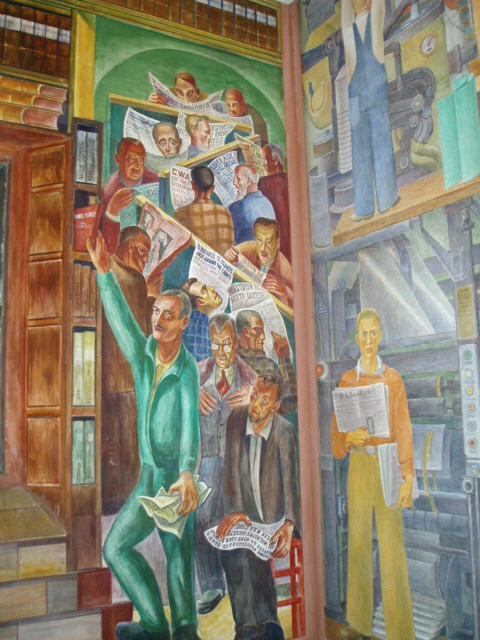
Alcuni titoli dei giornali parlano della creazione dei murali.